# Parafia Wniebowzięcia Najświętszej Maryi Panny w Lotyniu
Parafia pw. Wniebowzięcia Najświętszej Maryi Panny w Lotyniu - parafia należąca do dekanatu Jastrowie, diecezji koszalińsko-kołobrzeskiej, metropolii szczecińsko-kamieńskiej. Została utworzona 25 stycznia 1968. Siedziba parafii mieści się przy ulicy Dworcowej 8.

## Miejsca święte

### Kościół parafialny
Kościół Wniebowzięcia Najświętszej Maryi Panny w Lotyniu
Kościół parafialny został zbudowany w 1794 roku w stylu barokowym, poświęcony w 1945. 

### Kościoły filialne i kaplice
- Kościół Matki Bożej Królowej Polski w Glinkach Mokrych
- Kościół pw. Narodzenia Najświętszej Maryi Panny w Lubnicy
- Kościół pw. św. Stanisława Biskupa i Męczennika w Węgorzewie Szczecineckim